# Kefar Malal
Kefar Malal (hebreiska: כפר מל’’ל) är en ort i Israel.   Den ligger i distriktet Centrala distriktet, i den norra delen av landet. Kefar Malal ligger 64 meter över havet och antalet invånare är 204.
Terrängen runt Kefar Malal är platt. Runt Kefar Malal är det mycket tätbefolkat, med 1 632 invånare per kvadratkilometer. Närmaste större samhälle är Tel Aviv, 14,6 km sydväst om Kefar Malal. Trakten runt Kefar Malal består till största delen av jordbruksmark.